# Моренгейм, Иосиф
Иосиф Моренгейм (1759—1797) — придворный врач (окулист и акушер), практиковавший в городе Санкт-Петербурге.

## Биография
Иосиф Моренгейм родился 1 января 1759 года. Сын гофмедика. Учился в Вене и Дессау, где получил степени доктора медицины и хирургии. В Вене был членом масонской ложи. Был вызван из Австрии в Россию в 1783 году на кафедру повивального искусства при хирургическом училище. Иосиф Моренгейм был гофмедиком (врач придворного ведомства), получил баронское достоинство Римской империи. Доктор медицины (1791 год), автор учебника повивального искусства.
Принимал роды у императрицы Марии Фёдоровны. После рождения её последнего ребёнка рекомендовал ей прекратить супружескую жизнь из-за опасности, которую могли представлять для её здоровья новые беременности.
Почётный член СПбАН c 03.03.1791. Впервые обратил внимание на подключичную ямку (треугольное углубление, ограниченное ключицей и смежными границами дельтовидной мышцы и большой грудной мышцы), которую в его честь также называют «ямкой Моренгейма» (Mohrenheim-Grube).
Его сын Павел (2.03.1785 — .08.1832) — дипломат, тайный советник, камергер.